# Ned Maddrell
Edward "Ned" Maddrell (1877? – 27 de desembre de 1974) va ser un pescador de l'Illa de Man considerat l'últim parlant natiu de l'idioma manx.

## Biografia
Després de la mort de Sage Kinvig (1870–1962),*Maddrell va ser l'única persona que podia dir que havia parlat gaèlic manx des de la seva joventut (segons algunes fonts Maddrell tenia coneixements d'anglès abans d'aprendre manx d'una bestia seva), encara que uns altres en aquesta època el parlaven com a segon idioma.
Maddrell va gravar algunes converses per motius de preservació lingüística; per exemple, el 1948 va gravar el següent sobre la pesca (en manx i en anglès):
Dooyrt "Ballooilley" rish:
"Ballooilley" li va dir:
"Vel ny partanyn snaue, Joe?"
"S'arrosseguen els crancs, Joe?"
"Cha nel monney, cha nel monney," dooyrt Joe. "T'ad feer ghoan."
"No gaire, no gaire," va dir Joe. "Són molt escassos."
Un article de premsa sobre el declivi del manx del voltant de 1960 (aleshores Maddrell tenis uns 82) esmenta i el cita, ja que en el moment que era, juntament amb Kinvig, un dels dos únics parlants nadius:
 Ned Maddrell, que va anar al mar als 13 anys, va descobrir que era capaç de mantenir el seu manx "viu" en parlar amb mariners de parlar gaèlic en els vaixells britànics. Es va criar a la remota aldea de Cregneash, on "a menys que parlés manx eres un home sord i mut i no era bo per a res."

No era el cas a les ciutats. "Ningú hi volia parlar manx, fins i tot els que el sabien bé. N'estaven avergonyits. 'Mai guanyarà un cèntim per a tu', van dir." Ned és un home vell i alegre, una mica sord, però molt orgullós del seu paper com un dels últims parlants nadius. "Ells tenen enregistraments meus de llegendes i històries de l'Illa de Man", va dir, "a Irlanda i Amèrica, i en llocs que mai n'he sentit parlar."
A diferència d'altres parlants natius de manx, Maddrell sembla que gaudia de la seva certa popularitat, i sempre es va mostrar disposat a ensenyar als joves que tractaven de revitalitzar l'idioma (com Leslie Quirk o Brian Stowell). Quan el taoiseach irlandès Éamon de Valera visità l'illa de Man, demanà visitar Ned Maddrell. De Valera portava temps preocupat per la inactivitat del govern britànic i de les autoritats de l'illa de Man en la conservació de l'idioma, per la qual cosa va enviar a un equip de la Irish Folklore Commission amb una gravadora per preservar el que en quedés.

## Objeccions a la consideració de Ned Maddrell com a últim parlant natiu de manx
Igual que ocorre amb Dolly Pentreath, considerada com l'última parlant nativa de còrnic, hi ha una certa controvèrsia sobre si Ned va ser realment l'últim parlant natiu de manx.
La primera objecció és que existeix un petit nombre de nens que parlen manx com a primer idioma en l'actualitat. L'argument en contra és que aquests parlen una forma moderna del manx i són parlants natius en el mateix sentit que els joves israelians són parlants natius d'hebreu modern, no de l'hebreu clàssic, ja que parlen una llengua recuperada després d'haver desaparegut com a llengua viva.
La segona objecció és que molts parlants natius de manx no ho feien públicament car aquest idioma tenia un cert estigma social a més del fet que alguns parlants natius de manx van emigrar. Per exemple, una història sense confirmar parla d'un parlant natiu que va morir en Chicago en els anys 80, uns deu anys després de Ned Maddrell.
Finalment també s'afirma que Ned Maddrell no era un parlant natiu car el va aprendre de nen d'una bestia seva i no dels seus pares. No obstant això, Ned el parlava de forma fluida des de molt nen pel que si no era un parlant natiu, gairebé ho era. D'altra banda, Leslie Quirk va aprendre els seus primers coneixements de manx de la seva àvia, una parlant nativa, sent nen, per la qual cosa també podria ser considerat un parlant natiu.